# マメクロクイナ
マメクロクイナ（Atlantisia rogersi）は、ツル目クイナ科マメクロクイナ属に分類される鳥類。本種のみでマメクロクイナ属を構成する。

## 分布
イギリス（イナクセシブル島）固有種

## 形態
全長12.5-16センチメートル。上面の羽衣は暗赤褐色、頭部や胸部までの下面の羽衣は暗灰色。腹部の羽衣や尾羽基部の下面を被う羽毛（下尾筒）は黒く、黄褐色の横縞が入る。雨覆には不規則に白い縞模様が入る。
虹彩は明赤色。嘴はやや細長い。嘴の色彩は黒褐色や暗灰色、後肢は黒褐色や暗灰褐色。
幼鳥は虹彩が褐色。

## 生態
海岸から高原（主に海岸のイネ科からなる植生）にかけての藪地や茂みに生息する。飛翔する事はできない。天敵はオオトウゾクカモメなどが挙げられる。
食性は雑食で、昆虫、甲殻類、ミミズ、両生類、果実、種子などを食べる。
繁殖形態は卵生。11-翌2月に藪地の地表に半球状の巣を作り、2個の卵を産む。

## 人間との関係
野焼きや人為的に移入されたブタやヤギによる生息地の破壊などにより生息数が減少したと考えられている。また人為的に移入されたノネコやドブネズミによる捕食が懸念されている。1982-1983年における生息数は8400-10000羽と推定されている。